# Campionati mondiali juniores di pattinaggio di figura 2016
I Campionati mondiali juniores di pattinaggio di figura 2016 si sono svolti a Debrecen, in Ungheria, dal 12 al 20 marzo. È stata la 41ª edizione del torneo, organizzato dalla International Skating Union.

## Podi
| Evento              | Oro                                 | Argento                               | Bronzo                             |
| Singolare maschile  | Daniel Samohin                      | Nicolas Nadeau                        | Tomoki Hiwatashi                   |
| Singolare femminile | Marin Honda                         | Marija Sotskova                       | Wakaba Higuchi                     |
| Coppie              | Anna Duskova / Martin Bidar         | Anastasija Mišina / Vladislav Mirzoev | Ekaterina Borisova / Dmitrij Sopot |
| Danza               | Lorraine McNamara / Quinn Carpenter | Rachel Parsons / Michael Parsons      | Alla Loboda / Pavel Drozd          |